# Alberto Comazzi
Alberto Comazzi (* 16. dubna 1979, Novara, Itálie) je bývalý italský fotbalový obránce, který byl odchovancem klubu AC Milán.
Mimo Itálie hrál v Anglii.

## Statistika
| Klub            | Sezóna  | Liga   | Liga | Pohár  | Pohár | LM či EL | LM či EL | Celkem | Celkem |
| Klub            | Sezóna  | Zápasy | Góly | Zápasy | Góly  | Zápasy   | Góly     | Zápasy | Góly   |
| --------------- | ------- | ------ | ---- | ------ | ----- | -------- | -------- | ------ | ------ |
| AC Milán        | 1996/97 | 1      | 0    | ?      | ?     | ?        | ?        | ?      | ?      |
| AC Milán        | 1997/98 | 1      | 0    | ?      | ?     | ?        | ?        | ?      | ?      |
| Como Calcio     | 1998/99 | 30     | 0    | ?      | ?     | ?        | ?        | ?      | ?      |
| Como Calcio     | 1999/00 | 29     | 1    | ?      | ?     | ?        | ?        | ?      | ?      |
| AC Monza        | 2000/01 | 29     | 0    | ?      | ?     | ?        | ?        | ?      | ?      |
| Lazio Řím       | 2001/02 | 0      | 0    | ?      | ?     | ?        | ?        | ?      | ?      |
| Hellas Verona   | 2002/03 | 31     | 0    | ?      | ?     | ?        | ?        | ?      | ?      |
| Hellas Verona   | 2003/04 | 41     | 0    | ?      | ?     | ?        | ?        | ?      | ?      |
| Hellas Verona   | 2004/05 | 31     | 0    | ?      | ?     | ?        | ?        | ?      | ?      |
| Hellas Verona   | 2005/06 | 16     | 1    | ?      | ?     | ?        | ?        | ?      | ?      |
| Hellas Verona   | 2006/07 | 28     | 1    | ?      | ?     | ?        | ?        | ?      | ?      |
| Hellas Verona   | 2007/08 | 26     | 1    | ?      | ?     | ?        | ?        | ?      | ?      |
| AC Ancona       | 2008/09 | 31     | 0    | ?      | ?     | ?        | ?        | ?      | ?      |
| Hellas Verona   | 2009/10 | 23     | 0    | ?      | ?     | ?        | ?        | ?      | ?      |
| Spezia Calcio   | 2010/11 | 25     | 2    | ?      | ?     | ?        | ?        | ?      | ?      |
| Swindon Town FC | 2011/12 | 4      | 0    | ?      | ?     | ?        | ?        | ?      | ?      |
| Celkově         | Celkově | 346    | 6    | ?      | ?     | ?        | ?        | ?      | ?      |